# ستارلايت

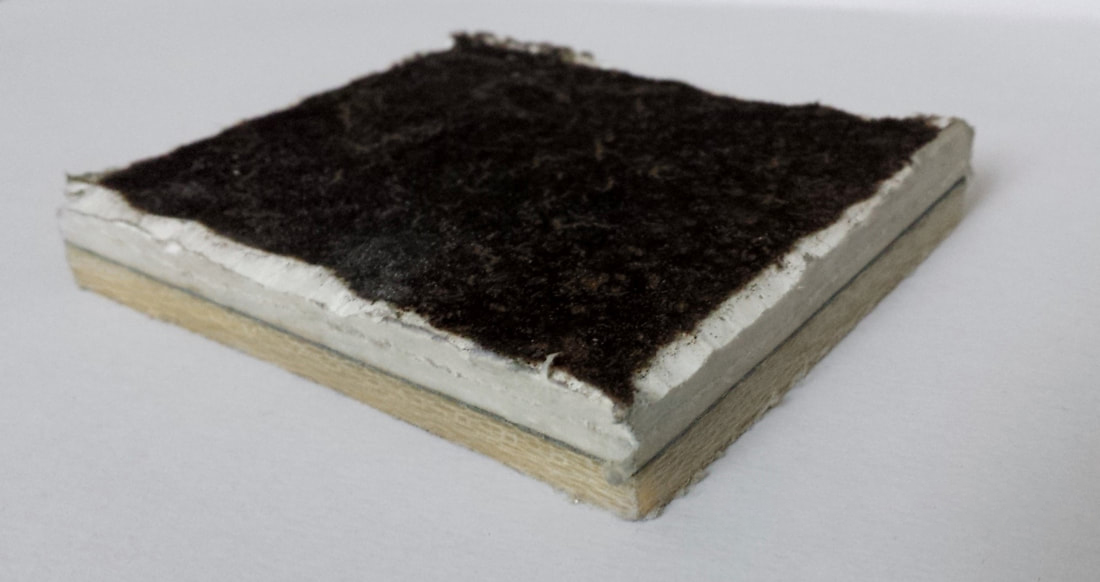
المادة المتحملة(نسبة إلى تحملها درجة الحرارة العالية)

ستارلايت، مادة يدعى أن لها قدرة كبيرة على عزل وتحمل درجات حرارة عالية. تم اختراع المادة من قبل الكيميائي الهاوي ومصفف الشعر موريس وورد (1933-2011) في الفترة ما بين عقد 1970 وعقد 1980. حصلت المادة على شهرة كبيرة بداية من عام 1993 وبشكل خاص بعد دعايا برنامج عالم الغد والتكنولوجيا لها. يرجع الفضل في تسمية هذة المادة إلى كيمبرلي حفيدة وورد.
بالرغم من اهتمام وكالة ناسا وغيرها من شركات التكنولوجيا الكبرى بالمادة، إلا أن وورد لم يقم بالكشف عن تركيب المادة، والذي ما زال غير معروفا حتى وقتنا الحالي. صرح وورد في إحدى المقابلات بأنه قد كشف عن كيفية تصنيع المادة لعائلته المقربة، إلا أن البعض قد شكك في هذا الأمر بحجه أنه منذ وفاة وورد لم تقم لا زوجته ولا بناته الأربعة بصناعة أي عينه تثبت معرفتهم بتكوينها.
حاول الكثير الوصول إلى كيفية صناعة المادة لعل من أبرز تلك المحاولات هي محاولة الكيميائي تروي هورتوبايس وتصنيعه لمادة فاير باست ذات الخصائص المشابهة.

## الخصائص
أثناء اختبار المادة، تم الإدعاء أن للمادة القدرة على تحمل شعاع ليزر ينتج حرارة 10,000 درجة مئوية. في إحدى الاختبارات التي أجريت أمام العامة في برنامج عالم الغد وراديو بي بي سي 4، تم اثبات أن مادة ستار لايت يمكنها الحفاظ على بيضة مغلفة بالمادة باردة بما فيه لتتحملها يد الإنسان العارية، حتى بعد تعرض البيضة لموقد لحام لمدة خمس دقائق.
أشار كبير المستشارين العلميين السابق في وزارة الدفاع السير رونالد ماسون إلى أن موريس غالبا ما يتحدث عن اختراع مواد غير موجودة إلا أن هذة المادة هي الأكثر روعة التي يمكنه إنتاجها.
وصف عالم المواد مارك ميودونيك مادة ستارلايت بأنها أكثر المواد التي يريد أن يراها بعينه.
```
كما صرح المتحدث الرسمي باسم 
وكالة ناسا الفضائية
 
رودي نانجور
 بأنه قد أجرى العديد من المناقشات مع وورد وأنهم أصبحوا يعرفوا كل المواصفات الهائلة التي تملكها المادة.
[
5
]
```

## التسويق
سمح وورد للعديد من المنظمات مثل مؤسسة الأسلحة الذرية وأي سي أي لإجراء اختباراتهم على العينات، لكنه لم يسمح لأي منظمة بالاحتفاظ بأي عينه خوفا من الهندسة العكسية. دائما ما صرح وورد بأن اختراعه يساوي مليارات الدولارات وأصر على أن يحتفظ بحقوق الملكية بنسبة 51% الخطوة التي أكد البعض أن السبب في إعاقة تسويق ستارلايت.
على الرغم من إجراء وورد العديد من المناقشات مع المنظمات المختلفة من بينهم وكالة ناسا، إلا أنه كان دائم الخوف من معرفتهم لتكوين المادة، الأمر الذي سيتسبب بفقدان سيطرته على حقوق ملكية هذه المادة (فكان لا يسمح لأي منظمة بإجراء التجارب إلا أمامه).
مع وفاة وورد في مايو 2011، كان من الواضح أن المادة لم تأخذ تسويقها الكاف، ولم يتم إظهار المادة للجمهور. وفقا لبرنامج "العلماء العراة" على شبكة قنوات بي بي سي، فإن حرص وورد وخوفه أضر بالمادة وأن من يريد أن يعلم سر المادة عليه الذهاب إلى قبر وورد.
في عام 2011، قال أحد المساهمين المجهولين في قسم ملاحظات وتساؤلات جريدة الجارديان أن المشكلة الأساسية هي أن المادة تأتي في صورة مسحوق (بودرة) يجب مزجها مع غراء بي في إيه لتثبيتها على الجسم، لكن هذا الطلاء له عمر محدود للغاية. موضحا أن هذا هو السبب في عدم مقدرة السيد وورد على تسويق منتجه وطرحه في الأسواق. إدعى المساهم أن هناك منتج آخر لكنه كامل يخضع لاختبارات في الوقت الذي يتم فيه نشر هذا التعليق.

## التكوين
تعتبر تركيبة مادة ستارلايت سر لم يتم الكشف عنه، لكن أغلب ما يقال أنه يحتوي على مجموعات متنوعة من البوليمرات (العضوية) والبوليمرات المشتركة مع كل من الإضافات العضوية وغير العضوية، بما في ذلك البورات والكميات الصغيرة من السيراميك ومكونات حاجزة خاصة أخرى، تصل إلى 21 عنصر.
من المثير للسخرية أن مادة يدعى أن لها هذه القدرة الكبيرة على حفظ وعزل الحرارة تتكون من 90% من مواد عضوية.

## وصلات خارجية
- ستارلايت، المادة التي تتحدى الحرارة والتي يمكنها تغيير العالم
- اختبار ستارلايت على البيضة- يوتيوب